# Johan Ryström
Johan Ryström född 13 januari 1964 i Köping är en svensk golfspelare.
Ryström växte upp i Köping där han började att spela golf vid sex års ålder och när han var 15 var han scratchspelare. Han blev professionell 1986 och har vunnit tre tävlingar på Challenge Tour där han även har sex placeringar bland de tio bästa. Han har inte vunnit någon tävling på PGA European Tour men har blivit tvåa tre gånger. Ryström har under sin karriär spelat in över 8 miljoner kronor. Han gjorde en kort comeback 2012 på Nordea Tour men efter det dåliga resultatet så blev det bara 1 tävling.

## Meriter

### Segrar på Challenge Tour
- 2000 The Costa Blanca Challenge
- 1998 NCC Open
- 1991 Länsförsäkringar Open

### Segrar på Telia Tour
- 1997 Motoman Robotics Open
- 1988 Västerås Kentab Open
- 1987 Teleannons GP, Martini Cup, Karlstad Open

### Övriga segrar
- 1988 Swedish International Stroke Play
- 1986 Nordiska mästerskapen
- 1985 Scandinavian Amateur Championship

### Utmärkelser
- 1987 Elitmärket, SGT Årets nykomling, SGT Order of Merit